# Feira Nova (Sergipe)
Feira Nova  este un oraș în Sergipe (SE), Brazilia.